# ФК „Чумерна“ (Елена)
ФК „Чумерна“ е футболен отбор от град Елена, България. За контакти: град Елена 5070, улица „Стара планина“ № 10, тел. 06151/6648.
Основан е през 1967 г. под името „Вечвой“. През 1978 г. влиза в Б Професионална футболна група Северната Б група. От 1980 г. се нарича „Чумерна“. Четири поредни сезона 1978-1982 участва в първенството на Северната Б група, след което отпада и до 1990 г. играе във В футболна група Северозападна В Аматьорска футболна група Северозападната В група. През сезон 1990/1991 Чумерна постига най-големите си успехи като завършва на 14 място в обединената Б Професионална футболна група Б група и играе в груповата фаза осминафинали за Национална купа на България купата на страната. През 1992 г. обаче поради липса на достатъчно финансови средства отбора отпада във В футболна група. Няколко години по-късно през 1996/1997 г. Чумерна не успява да завърши сезона и отпада в Областни футболни групи А ОФГ-Велико Търново. Чак през 2003 г. се връща в Северозападната В група и e един от най-силните отбори там. Играе мачовете си на стадион, с капацитет 6000 зрители. Основните цветове на клуба са червено и бяло.

## Успехи
- Осминафиналист за Национална купа на България купата на страната през 1990/91 г.
- 14 място в Б група през 1990/91 и в Северната Б група през 1980/81 г.
- 6 участия в Б група през 1978/79, 1979/80, 1980/81, 1981/82, 1990/91 и 1991/92 г.

## Известни футболисти
- Велин Ранов
- Ангел Лулчев
- Тошко Борисов
- Ненчо Ненчев „Бат Ненчо“
- Иван Рашков
- Коста Добрев
- Димитър Цеков
- Савчо Василев
- Любомир Русев
- Юлиян Леванов
- Лазар Костов
- Милен Йорданов „Попа“
- Стоян Стоянов
- Алиман Алиманов
- Иван Ангелов
- Младен Аладжов
- Ивелин Младенов
- Стоян Димов – голмайстор на Б група през 1990/91 с 31 гола
- Цветан Галев
- Димитър Гюджеменов
- Милчо Димитров
- Бисер Пенчев
- Свилен Василев
- Борис Папазов
- Петър Драгостинов
- Георги Ненков – защитник
- Иван Бадатлиев – нападател 1987 – 1988
- Стоян Лапков – полузащитник
- Георги Георгиев (Бойлера) – полузащитник
- Стефан Иванов – Гумата
- Димитър Добрев
- Димитър Гиздев
- Илия Маринов – Питърс
- Стефан Бартолов
- Цветан Арангелов
- Ангел Ангелов